# Chisholm (Minnesota)
Chisholm es una ciudad ubicada en el condado de St. Louis en el estado estadounidense de Minnesota. En el Censo de 2010 tenía una población de 4976 habitantes y una densidad poblacional de 405,5 personas por km².

## Geografía
Chisholm se encuentra ubicada en las coordenadas 47°29′15″N 92°52′46″O / 47.48750, -92.87944. Según la Oficina del Censo de los Estados Unidos, Chisholm tiene una superficie total de 12.27 km², de la cual 11.6 km² corresponden a tierra firme y (5.51%) 0.68 km² es agua.

## Demografía
Según el censo de 2010, había 4976 personas residiendo en Chisholm. La densidad de población era de 405,5 hab./km². De los 4976 habitantes, Chisholm estaba compuesto por el 95.48% blancos, el 0.84% eran afroamericanos, el 1.07% eran amerindios, el 0.26% eran asiáticos, el 0% eran isleños del Pacífico, el 0.12% eran de otras razas y el 2.23% pertenecían a dos o más razas. Del total de la población el 1.39% eran hispanos o latinos de cualquier raza.